# Sinebrychoff Porter
Sinebrychoff Porter (in Finland ook gekend als Koff Porter) is een Fins bier. Het bier wordt gebrouwen in Brouwerij Sinebrychoff te Kerava. Het is een donkerbruin bier, type porter met een alcoholpercentage van 7,2%. Sinebrychoff Porter werd in 2011 verkozen als beste Fins bier.